# 张掖民勤会馆
38°56′00″N 100°27′48″E / 38.93333°N 100.46333°E
张掖民勤会馆，位于中国甘肃省张掖市甘州区张掖二中院内，是民勤县商人所建的会馆，2006年被列为第六批全国重点文物保护单位。
张掖民勤会馆始建于清光绪十八年(1892年)，1921年扩建，现存大殿、配殿、厢房、钟鼓楼、牌坊等建筑。